# Westfield Corporation
Pour les articles homonymes, voir Westfield.
Westfield Corporation était une entreprise australienne qui faisait partie de l'indice S&P/ASX 50 avant son rachat par la multinationale française Unibail-Rodamco. Elle possédait en 2018 des centres commerciaux aux États-Unis et au Royaume-Uni. Elle possédait avant sa scission en 2014 des centres commerciaux en Australie et en Nouvelle-Zélande. La marque Westfield appartient au groupe français Unibail-Rodamco-Westfield depuis 2017.

## Histoire
En 2014, le groupe est scindé entre Scentre Group qui s'occupe des centres commerciaux en Australie et en Nouvelle-Zélande et Westfield Corporation qui s'occupe des centres commerciaux aux États-Unis et au Royaume-Uni.
En décembre 2017, le groupe français Unibail-Rodamco annonce l'acquisition de Westfield Corporation pour un montant de 21 milliards d’euros. Le groupe acquiert donc l'ensemble des centres commerciaux aux États-Unis et au Royaume-Uni.
En 2019, 9 centres commerciaux français ajoutent les préfixes Westfield entre autres les centres commerciaux « Rosny 2 », « Vélizy 2 » sont transformés pour devenir respectivement « Westfield Rosny 2 » & « Westfield Vélizy 2 ». Il en va de même pour le centre commercial emblématique de la capitale française, Les Halles, précédemment appelé depuis 1972 "Forum des Halles" et rebaptisé "Westfield Forum des Halles" en septembre 2019,. Et en juillet 2021 "Westfield la Part-Dieu" de Lyon.